# Alex Goligoski
Alexander Goligoski (ur. 30 lipca 1985 w Grand Rapids, Minnesota, USA) – hokeista amerykański, gracz ligi NHL, reprezentant Stanów Zjednoczonych.

## Kariera klubowa
- University of Minnesota (2004 - 2007)
- Pittsburgh Penguins (2007 - 21.02.2011)
  -  Wilkes-Barre/Scranton Penguins (2007-2009)
- Dallas Stars (21.02.2011 - 16.06.2016)
- Arizona Coyotes (16.06.2016 - 28.07.2021)
- Minnesota Wild (28.07.2021 -

## Kariera reprezentacyjna
- Reprezentant USA na  MŚJ U-20 w 2005
- Reprezentant USA na MŚ w 2012

## Sukcesy
Klubowe
- Puchar Stanleya z zespołem Pittsburgh Penguins w sezonie 2008-2009

Indywidualne
- Występ w Meczu Gwiazd ligi AHL w sezonie 2007-2008
- Wystąpił po raz 1000 w meczu ligi NHL - 20 października 2022